# Pseudonapomyza vernoniae
Pseudonapomyza vernoniae este o specie de muște din genul Pseudonapomyza, familia Agromyzidae. A fost descrisă pentru prima dată de Seguy în anul 1951.
Este endemică în Madagascar. Conform Catalogue of Life specia Pseudonapomyza vernoniae nu are subspecii cunoscute.